# Stenoma nigricans
Stenoma nigricans es una especie de polilla del género Stenoma, orden Lepidoptera.
Fue descrita científicamente por Busck en 1914.

## Descripción
Es de hábitos nocturnos y su envergadura es de 12 mm.

## Distribución
Stenoma nigricans habita en el continente de América, en Panamá.